# 清华大学中国语言文学系
清华大学中国语言文学系，简称中文系，是清华大学人文社会科学学院下属的一个系，始建于1926年，1985年复建。

## 历史
- 1925年，清华开办大学部，设有国文系列课程，建立国学研究院（研究院国学门）。
- 1926年，设国学系。
- 1928年，更名中国文学系，吴宓兼任系主任。
- 1929年，国学研究院关闭。
- 1931年，成立研究院文科研究所中国文学部。
- 1938年后，西南联大时期，朱自清兼任西南联大中国文学系主任。
- 1946年7月15日，闻一多昆明遇刺。
- 1952年，院系调整，清华大学中文系并入北京大学中文系。
- 1985年，复建中文系，更名中国语言文学系。
- 1992年，汉学研究所成立。
- 1993年，科技传播研究中心成立。
- 1993年，中文系归属人文社会科学学院。
- 2012年，归属分拆后的人文学院。

## 人物
- 吴宓
- 陈寅恪
- 闻一多
- 朱自清
- 刘文典
- 俞平伯
- 浦江清
- 王力
- 杨树达
- 陈梦家
- 张清常
- 沈从文
- 王瑶